# Bisdom Uyo
Het bisdom Uyo (Latijn: Dioecesis Uyoensis) is een rooms-katholiek bisdom met als zetel Uyo, de hoofdstad van de staat Akwa Ibom in Nigeria. Het bisdom is suffragaan aan het aartsbisdom Calabar.

## Geschiedenis
Het bisdom werd opgericht op 3 juli 1989, uit het bisdom Calabar.

## Parochies
In 2020 telde het bisdom 74 parochies. Het bisdom had in 2020 een oppervlakte van 8.342 km2 en telde 7.212.170	 inwoners waarvan 13,6% rooms-katholiek was.

## Bisschoppen
- Joseph Effiong Ekuwem (4 juli 1989 - 2 februari 2013)
- John Ebebe Ayah (5 juli 2014 - heden)

Calabar (aartsbisdom) · Ikot Ekpene · Ogoja · Port Harcourt · Uyo